# Такано, Ивасабуро
Ивасабуро Такано (яп. 高野 岩三郎 Такано Ивасабуро:, 15 октября 1871, Нагасаки — 5 апреля 1949) — японский социальный статистик и профсоюзный активист.

## Ранняя жизнь
Родился 15 октября 1871 года в Нагасаки. Такано был младшим братом Такано Фусатаро. Ивасабуро посещал Академию Кайсэй (современное название) и Императорский университет Токио (ныне Токийский университет). Университетское образование Такано частично финансировалось работой Фусатаро в США. Он учился в Мюнхенском университете с 1899 по 1903 год, где познакомился со своей женой Барбарой. В 1902 году у них родилась дочь. Вернувшись в Японию, он получил степень доктора права в 1904 году.

## Карьера
Такано начал преподавать в Токийском императорском университете в 1903 году. Он был также одним из основателей исследовательской организации Сякай сэйсаку гаккай. Из её членов он был одним из первых, кто обсуждал профсоюзы. Хотя в Японии ещё не существовало профсоюзов, он был их большим сторонником; его брат Фусатаро разделял это мнение.
В 1910 году Такано и другие члены экономической кафедры университета выступали за независимость кафедры от кафедры права и управления. Целью Такано было не только обосновать учебную программу исследованиями, но он также надеялся, что независимость приведёт к большей политической активности на кафедре. Однако её создание шло очень медленно из-за проблем с финансированием. Такано пригрозил уйти в мае 1917 года, но остался после заверений университета в скором открытии кафедры. Новая кафедра была создана в 1919 году.
Несмотря на это, Такано покинул университет в 1920 году, чтобы возглавить Институт социальных исследований Охары. После Второй мировой войны он помог сформировать Японскую социалистическую партию и входил в Ассоциацию исследователей конституции. Затем в 1946 году он стал главой NHK , а в 1948 году — главой Японского статистического общества.
Умер 5 апреля 1949 года.